# Scarus hypselopterus
Scarus hypselopterus is een  straalvinnige vissensoort uit de familie van papegaaivissen (Scaridae). De wetenschappelijke naam van de soort is voor het eerst geldig gepubliceerd in 1853 door Bleeker.
De soort staat op de Rode Lijst van de IUCN als Gevoelig, beoordelingsjaar 2009.